# أونا (الفوقي)
أونا هو دُوَّار يقع بجماعة بني بوشبت، إقليم الحسيمة، جهة طنجة تطوان الحسيمة في المملكة المغربية. ينتمي الدوّار لمشيخة الفوقي التي تضم 7 دواوير. يقدر عدد سكانه بـ 419 نسمة حسب الإحصاء الرسمي للسكان والسكنى لسنة 2004.

## روابط خارجية
- البوابة الوطنية للجماعات الترابية
- المندوبية السامية للتخطيط